# Josef Elsnitz
Stanislaus Josef Elsnitz (* 29. August 1914 in Graz als Stanislaus Josef Elznic; † 9. Dezember 1978 ebenda) war ein österreichischer Landesbediensteter und Politiker der Wahlpartei der Unabhängigen (WdU), der unter anderem zwischen 1949 und 1953 Landesrat in der steirischen Landesregierung war. 

## Leben
Stanislaus Josef Elsnitz wurde am 29. August 1914 als Sohn des aus Prag stammenden Kaufmanns Stanislaus Damian Elznic (* 8. Mai 1889 in Prag VII; † 8. Juli 1947 in Graz) und dessen Ehefrau Brigitta (geborene Trummer; * 26. Oktober 1890 in Lichendorf bei Sankt Stefan im Rosental; † 3. Juli 1952 in Graz) in Graz geboren und am nachfolgenden Tag auf den Namen Stanislaus Josef getauft. Seine Eltern hatten am 9. Juli 1911 in der Pfarre Graz-St. Josef geheiratet. Während der Beruf des Vaters zum Zeitpunkt der Hochzeit im Trauungsbuch noch als Baupolier angegeben wurde, wurde beim Taufbucheintrag des Sohnes der Beruf Kaufmann angeführt. Die Mutter war zum Zeitpunkt der Hochzeit Manufakturwaren-Geschäftsinhaberin. Nach einem Beschluss der Landesregierung in Graz vom 21. Juni 1920 wurde der Familienname Elznic eingedeutscht und fortan Elsnitz geschrieben.
Nach der allgemeinen Schulausbildung besuchte Josef Elsnitz sechs Jahre lang die Realschule in Bruck an der Mur und begann nach dem Militärdienst ein Studium der Rechtswissenschaft an der Universität Graz. Nach dem Abschluss und dem Gerichtsjahr war er Rechtsanwaltsanwärter und in weiterer Folge im Finanzdienst tätig. Nach dem Zweiten Weltkrieg promovierte Elsnitz, der als Regierungsoberkommissär im Amt der Steiermärkischen Landesregierung tätig war, im Jahre 1948 zum Dr. iur. und startete nur wenige Monate später in seine politische Karriere.
Im Zuge der Nationalratswahl 1949 war er im Oktober 1949 als Abgeordneter in den österreichischen Nationalrat berufen worden, legte das Mandat jedoch zugunsten der kurze Zeit später stattfindenden steirischen Landtagswahl 1949 nieder. Sein Nationalratsmandat wurde von Franz Klautzer übernommen. Am 5. November 1949 wurde Elsnitz für die Wahlpartei der Unabhängigen (WdU) Mitglied des steirischen Landtages. Bereits eine Woche später trat er am 12. November 1949 in die Steiermärkische Landesregierung ein und war zwischen dem 12. November 1949 und dem 15. April 1953 Landesrat für Baurechtssachen und das Statistische Landesamt in der Landesregierung Josef Krainer senior III. Er wurde 1949 zudem Obmann des Landesverbandes der WdU in der Steiermark sowie Mitglied des Bundesvorstandes der WdU.
Am 9. Dezember 1978 starb Elsnitz 64-jährig in seiner Heimatstadt Graz und wurde am 15. Dezember 1978 im Familiengrab am Grazer Zentralfriedhof beerdigt. Nach dem Anschluss Österreichs hatte er am 29. Mai 1938 in Graz-Mariahilf in erster Ehe eine Margareta Schubert geheiratet und war noch im selben Jahr (14. Oktober 1938) aus der Kirche ausgetreten. Nach deren Tod im Jahr 1963 wurde sie im Grab ihrer bereits verstorbenen Schwiegereltern am Grazer Zentralfriedhof bestattet. Am 30. Jänner 1971 hatte er in Stainz in zweiter Ehe eine Elfriede Josefine Heinrich (geborene Vodenik) geheiratet.